# B. (Album)
B. (Eigenschreibweise b.) ist ein Soloalbum von Josh Sinton. Die am 22. Juni 2021 im Oktaven Studio, Mount Vernon, New York, entstandenen Aufnahmen erschienen im Dezember 2021 auf dem Label FIP.

## Hintergrund
Sintons unbegleitete Improvisationen auf dem Baritonsaxophon seien zielgerichtete und strukturierte, vollständige Kompositionen, die im Moment entstanden sind und von Sinton mit einfachen alphanumerischen Titeln dokumentiert wurden, notierte Ed Enwright.
„Jeder Track wurde aus mehr als drei Stunden konstruktiv improvisiertem Spiel ausgewählt, das ich an einem Nachmittag im Oktaven Studio absolviert habe. Dies sind die Momente, die Stücke, die Ausführungen, die meinen Gedanken-/Emotionsprozess so, wie sie entstanden sind, am besten eingefangen haben,“ schrieb Sinton in den Liner Notes.

## Titelliste
- Josh Sinton: b.

1. b.1.i 3:58
2. b.1.ii 2:56
3. b.1.iii 9:31
4. b.1.iv 4:47
5. b.2.i 6:59
6. b.2.ii 3:34
7. b.2.iii 4:15
8. b.2.iv 4:08
9. b.2.v 5:35

Die Kompositionen stammen von Josh Sinton.

## Rezeption
Ed Enright schrieb im Down Beat, b. stelle in vielerlei Hinsicht den Höhepunkt von fast drei Jahrzehnten dar, die Sinton damit verbracht hat, aufzutreten, seine Technik und seinen Sound auf Baritonsaxophon (und Bassklarinette) zu entwickeln und zu verfeinern. Ähnlich wie avantgardistische Solo-Saxophon-Alben von Künstlern wie Steve Lacy, Sam Newsome und Jon Irabagon sei b. „eine Sondierung“. Die Schönheit dieser Stücke liege nicht so sehr in melodischen Linien und angedeuteten Akkordfolgen, sondern in den impressionistischen Texturen und Klangfarben, die Sinton mit so feiner Präzision manipuliere, seinem Einsatz von Atemeffekten und Multiphonics, seinem tief resonanten oberen Register und seinem bellenden unteren Ende.
Nach Ansicht von Troy Dostert, der das Album in All About Jazz rezensierte, zeigt Sinton, der sich hier auf das Baritonsaxophon beschränkt, auf diesen neun improvisierten Tracks ein außergewöhnlich breites Menü bei der Erkundung von Registern und Techniken. Da die meisten Stücke eine mittlere Länge von drei bis fünf Minuten haben, bleibe Sinton gerade genug Zeit, um sich prägnant mit jeder Idee und technischen Strategie zu befassen, wodurch das Interesse des Hörers aufrechterhalten und Monotonie vermieden werde. Dies sei ein starker Einblick in Sintons Talent als Improvisator und eine fesselnde Begegnung mit der Ausdrucksvielfalt, die auf dem Baritonsaxophon verfügbar ist.